# Cigaritis vulcanus
Cigaritis vulcanus is een dagvlinder uit de familie van de Lycaenidae, de kleine pages, vuurvlinders en blauwtjes. De vlinder komt verspreid over het Oriëntaals gebied voor.
De spanwijdte van de vlinder is 26 tot 34 millimeter. De waardplanten zijn onder andere jujube, Zizyphus rugosa, Lxora longifolia, Clerodendrum siphomanthus, Allophylus cobbe en Canthium parviflorum.